# 까마귀가 나는 밀밭
《까마귀가 나는 밀밭》은 네덜란드의 화가 빈센트 반 고흐가 1890년 7월에 그린 유화이다. 그의 마지막 생애를 보냈던 오베르쉬르우아즈에서 그렸다.
사람들에게 고흐의 마지막 그림으로 잘못 알려져 있다. 그가 이 그림을 그리고 그 자리에서 자살했다고 알려져 있는 것이다. 그러나 그런 생각을 뒷받침하는 증거는 없다. Jan Hulsker가 만든 고흐의 연대기에는 고흐가 이 그림 뒤에도 일곱 작품을 더 그린 것으로 나온다.

## 내용
특이한 규격(50cm×100cm, 실제는 51cm×103.5cm)이 횡으로 장대한 풍경을 잘 표현하고 있다

그림의 윗쪽은 검푸른 색의 하늘을 나는 검은색 까마귀 떼들이 보인다.
그림의 아랫쪽은 황금색 밀밭을 붉은 세 갈래 길이 나뉘어 있다. 그 중 가운데 길이 뚝 끊겨있다. 이 것은 우울한 분위기를 나타낸다.
밀밭의 수평선을 기준으로 윗쪽 그림 색과  아랫쪽 그림 색이 대비를 이루고 있다.
“어떤 화가도 빈센트만큼 그 까마귀 그림에서 볼 수 있는 소나무 버섯 색깔과 같은 검은색, 화려한 연회의 느낌을 주는 검은색, 그리고 저녁시간 사라져 가는 빛에 놀라서 날갯짓하며 떨어뜨리는 배설물과 같은 검정색을 더 잘 만들어 낼 수는 없을 것이다.”

## 반 고흐의 편지
“나는 오늘 아침 대성당에 많은 까마귀가 있는 것을 보았다. 이제 곧 봄이 오고, 종달새가 돌아오겠지. ‘하느님은 땅의 표면을 새로이 한다.’ 라고 씌어있다. ‘보라, 나는 모든 사물을 새로이한다.’ 그리고 신이 대지의 표면을 새롭게 하듯이, 사람의 영혼과 마음과 가슴에 힘을 불어넣고 새로이 할 수 있겠지.”
I did see a great many crows on the Great Church in the morning. Now it will soon be spring again and the larks, too, will be returning. "He reneweth the face of the earth," and it is written: "Behold, I make all things new," and much as He renews the face of the earth, so He can also renew and strengthen man's soul and heart and mind.
- letter 85

## 고흐의 다른 밀밭 그림들
|                                    |                                                          |
| 밀밭(Wheatfield ,June 1888 - 1888) | 밀밭의 짚단(Wheatfield with sheaves , June 1888 , Arles) |

|                                                |                                                                                 |
| 밀밭의 농가 (Farmhouse in a wheat field ,1888) | 밀밭의 양귀비와 종달새 (Wheat field with poppies and lark , Summer 1887 ,Paris) |

## 같이 보기
- 밀레의 이삭줍기
- 고흐의 밀밭 그림들
- 푸른밀밭